# はまゆう公園

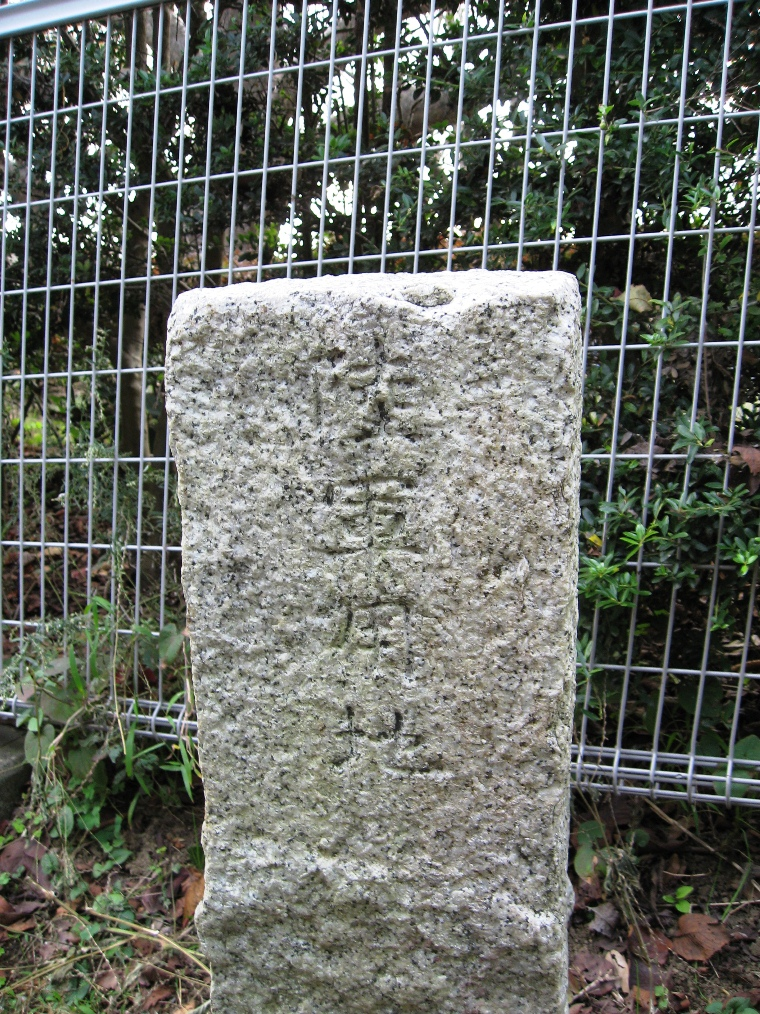
陸軍用地を示す標柱

はまゆう公園（はまゆうこうえん）は、神奈川県横須賀市不入斗町に位置する都市公園（近隣公園）である。
公園のある場所はかつて陸軍の病院があった場所であり、園内には「一誠園」「一誠神社」と刻まれた碑が、敷地の周囲には陸軍用地を示す標柱が残っている。この場所に陸軍の病院が作られたのは1891年（明治24年）のことで、1890年（明治23年）に新設された要塞砲兵連隊の医務室を移転して病院としたのが始まりである。1942年（昭和17年）には用地北側の崖下を整地して病棟が増築され、「一誠園」の名称で庭園が、「一誠神社」の名称で祠が作られた。前述の碑はこのとき立てられたものである。戦後、病院は1945年に厚生省の管轄に移管され、国立横須賀病院となった。
園内にあるサッカー場は市制八十周年記念事業の一つとして建設され、1988年（昭和63年）5月より使用されているもので、横須賀市では唯一のサッカー専用施設である。しかしクレーコートであり雨天時に使用ができなくなるとして、横須賀市は佐原2丁目に人工芝のサッカー場を新設する構想を進めていた。その後、2013年4月には構想通り佐原2丁目公園(横須賀リーフスタジアム)が開園している。
なお、J2横浜FCと業務提携を結ぶクラブチームの横須賀シーガルズは一部の試合をはまゆう公園で行っている。
2010年のアニメ「たまゆら〜hitotose〜」1話で公園入り口が描かれるシーンがある。